# Dan Palmer
Dan Palmer (geboren 14 augustus 1978), oorspronkelijk afkomstig uit Sheffield, South Yorkshire, Engeland, is een Engelse gitarist en woont nu in Whittier, Californië, Verenigde Staten. Hij is de leadgitarist van de bands Death By Stereo (sinds oktober 1999) en Zebrahead (sinds 2013). Hij gebruikt al heel lang Fernandes-gitaren.
Hij was vroeger de gitarist van een hardcore punkband genaamd Eyelid, die in 1994 werd opgericht in Los Angeles, Californië. Hij voegde zich bij de band in 1996 maar ze gingen uit elkaar in 1999. In hetzelfde jaar verliet Keith Barney, die gitarist was van de hardcore punk band Death by Stereo, de band, zodat Dan Keith's plaats als de lead gitarist kon innemen.
In 2013, vroeg punkrockband Zebrahead hem om bij de band te komen als lead gitarist nadat Greg Bergdorf de band verliet. Sindsdien is hij ook gitarist van Zebrahead. Hij gebruikt al heel lang Fernandes-gitaren.
Hij studeerde klassieke gitaar aan de universiteit. En hij zei ook publiekelijk dat hij een grote fan is van Van Halen en dat die twee elementen (klassieke gitaar en Van Halen) een invloed vormden bij het werken in de studio voor het album Walk The Plank van Zebrahead. De producer van Walk The Plank, Paul Miner, voorheen opnametechnicus van Eyelid en bassist van Death By Stereo, is sindsdien al heel lang een vriend van Dan.
Zijn hobby is het laten groeien en het verzorgen van zijn imposante snor. Al meer dan 6 jaar trimt, wast en conditioneert hij het elke dag zelf, waarvoor hij 's ochtends vroeger moet opstaan dan gebruikelijk.